# 魔王

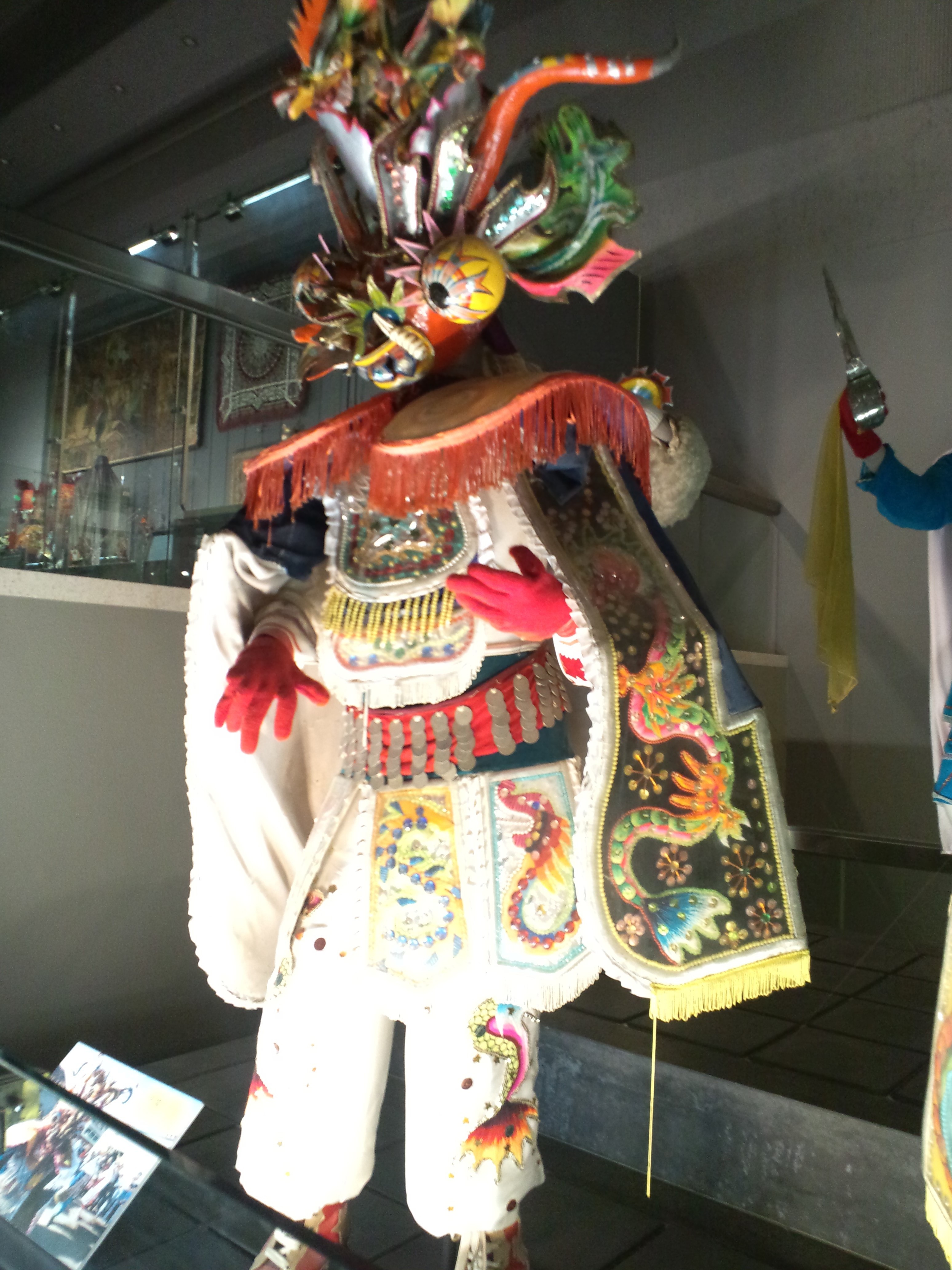
ディアブラーダの魔王（ボリビア、オルロ市）

魔王（まおう）とは、悪魔や魔物たちの王である。

## 本来の概念
本来は仏教用語で、六道輪廻世界観において欲界の第六天にあたる他化自在天にあり、仏道修行を妨げる「第六天魔王波旬」のことである。
のちにその他の神話や伝説における邪悪な神格の頂点、もしくは悪魔や怪物、妖怪などの頭領の呼称として幅広く使用されるようになる。尊称、もしくは魔王の中の魔王を指す呼称として「大魔王（だいまおう）」がある。
特にキリスト教のいうサタン（ルシファー）の訳語として用いられ、時に「魔王サタン」などと称される場合がある。英語の the Devil（大文字始まり）や archenemy に相当する。

## 俗な用法
古くは「悪魔」などと同様、人をののしる言葉として用いられていた。
比喩としては、圧倒的な権力や暴力をふるう人間や、常人離れした才能・能力の持ち主に対しても用いることがある。ルイス・フロイスは織田信長が自ら「第六天魔王」と称したと書き残している。また、北一輝を指して大川周明が「片目の魔王」と呼んだ。
また、特定の分野に非常に詳しい人物や、特定の言動が極端に目立つ人物を「 - 魔王」「 - 大魔王」と（時に揶揄することを意図して）呼ぶ場合がある。

## 神話・伝説における魔王
文献において魔王、悪魔王などと呼ばれる主要な存在。
- イスラム教 - イブリース
- キリスト教 - サタン（ルシファー）、ベルゼブブ
- ゾロアスター教 - ヴェンディダードの7大魔王（ダエーワたちの王）
- バビロニア神話 - パズズ
- 仏教 - 天魔（マーラ、他化自在天、第六天魔王）
- ラーマーヤナ - ラーヴァナ
- ケルト神話 - バロール
- 欧米の俗信 - バアル・サタナキア等、グリモワールにおいて王以上の階級に封ぜられている魔神
- デンマーク民話 - Erlkönig（ゲーテの詩『魔王』で有名）
- クトゥルフ神話 - アザトース

## フィクションにおける魔王の扱い
ファンタジー作品、伝奇小説の類では、人間などに害を与える種族・勢力（悪魔、魔物、妖魔、魔族などと呼ばれる）の頂点に立つ者が魔王と呼ばれる作品が多く存在し、とりわけ20世紀以降の娯楽作品の分野においては、メディアの発達による作品量の増加に伴い数多くの魔王が生み出されている。
近代ファンタジー作品の祖として知られる『指輪物語』には「アングマールの魔王」というキャラクターが登場するが、この魔王は「Witch-king of Angmar」の和訳であり、同作の邪悪の根源である冥王(Dark Lord)サウロンの召使である。
だが勧善懲悪をテーマにした作品では倒されるべき悪の象徴、首領として魔王が登場し、コンピュータゲームではクッパのようにラストボスとなることも多い。こうした作品が量産され、設定が紋切り型と化してゆく中で、ゲームや漫画、ライトノベルなどの分野では魔王が主人公の味方になる、あるいは主人公が魔王の側に付く、魔王を主人公に据えるといった作品がカウンター的に生み出されている。
また、『アラジンと魔法のランプ』などに登場するジンをモデルにしたキャラクターに「魔王」「大魔王」と名付けることがある。例としては『大魔王シャザーン』『ハクション大魔王』などが挙げられる。